# Cmentarz żydowski w Józefowie Biłgorajskim
Cmentarz żydowski w Józefowie Biłgorajskim – został założony w 1762 i znajduje się na południu miejscowości, przy obecnej ul. Kamiennej. Ma powierzchnię 1 ha. Do naszych czasów zachowało się blisko czterysta nagrobków z których najstarszy pochodzi z 1762. Cmentarz służył jako miejsce pochówków do 1943.